# Blomstergården
Blomstergården, belägen cirka 10 kilometer väster om Eringsboda i norra Blekinge, var under andra halvan av 1900-talet en av sydöstra Sveriges mest besökta trädgårdsanläggningar. Anläggningen etablerades av Verner Svensson i början av 1940-talet och växte därefter i takt med dess popularitet. Blomstergården nådde sin höjdpunkt som turistattraktion under 1960-talet och början av 1970-talet.
Blomstergården har i flera omgångar varit stängd för allmänheten men öppnade åter sommaren 2010 efter några säsongers upprustning och renovering men stängde igen år 2014.